# 梅西能源
梅西能源公司（Massey Energy Company）是美国过去的一家煤炭开采公司，主要矿区位于西弗吉尼亚州、肯塔基州和弗吉尼亚州。按收入计算，它曾是美国第四大煤炭生产商和阿巴拉契亚中部最大的煤炭生产商，按煤炭产量重量计算是美国第六大煤炭生产商。2011年被阿尔法自然资源收购。
该公司的矿山年产量约为4000万吨，旗下控制着23亿吨已探明、可开采的煤炭，占阿巴拉契亚中部所有煤炭储量的三分之一。

## 历史
A·T·梅西于1920年在弗吉尼亚州里士满成立了A·T·梅西煤炭公司（A.T. Massey Coal Company） ，之后由其家族五代持续经营公司。
1974年，圣乔矿业（St. Joe Minerals）获得该公司的控股权，六年后又将50%的股份出售给殼牌。1981年，福陆公司收购圣乔矿业。1984年，美国矿工联合会罢工反对A·T·梅西煤炭公司。
2000年，该公司从福陆公司独立，更名为梅西能源公司（Massey Energy Company）。
2011年1月，阿尔法自然资源宣布将以71亿美元收购该公司，还支付了2.09亿以免除梅西能源在之前上大布兰奇矿坑（Upper Big Branch Mine）矿难中潜在的刑事责任。

## 争议
该公司多次因污染环境而遭居民起诉。2008年1月，该公司与美国国家环境保护局达成2000万美元的和解协议，以解决它在肯塔基州和西弗吉尼亚州经常用煤浆和废水污染水道的数千起违反《清洁水法》的行为。这是国家环境保护局当时达成过的最大和解协议。
梅西能源的上大布兰奇矿坑（Upper Big Branch Mine）在2010年4月发生矿难，29名矿工遇难。调查发现该公司存在重生产轻安全的行为。2011年12月6日，美国矿山安全卫生管理局（Mine Safety and Health Administration）宣布对其征收10,825,368美元的罚款。